# Бичке
Бичке (мађ. Bicske) град је у Мађарској. Бичке је један од важнијих градова у оквиру жупаније Фејер.
Бичке је имала 11.552 становника према подацима из 2009. године.

## Географија
Град Бичке се налази у средишњем делу Мађарске. Од престонице Будимпеште град је удаљен око 45 km западно. Град се налази у ободном делу Панонске низије, подно Бакоњске горе. Надморска висина града је око 160 m.

## Становништво
По процени из 2017. у граду је живело 12.100 становника.
| 1990.  | 2001.  | 2011.  | 2017.  |
| ------ | ------ | ------ | ------ |
| 12.305 | 11.117 | 11.196 | 12.100 |

## Партнерски градови
- Алтсхаузен
- Бајиле Тушнад
- Мелењано

## Галерија
- Средиште града
- Вештачко језеро